# ديشار جلدي
ديشار جلدي (الاسم العلمي:Pteris coriacea) هو نوع من النبات يتبع جنس الديشار من الفصيلة الديشارية.